# Axtell, Kansas
Axtell är en ort i Marshall County i Kansas. Vid 2010 års folkräkning hade Axtell 406 invånare.